# Brit Honduras az 1968. évi nyári olimpiai játékokon
Brit Honduras a mexikói Mexikóvárosban megrendezett 1968. évi nyári olimpiai játékok egyik részt vevő nemzete volt. Az országot az olimpián 4 sportágban 7 sportoló képviselte, akik érmet nem szereztek. Belize első alkalommal vett részt az olimpiai játékokon, itt még Brit Honduras néven.

## Atlétika
Férfi
| Versenyző     | Versenyszám | Előfutam | Előfutam | Előfutam | Negyeddöntő | Negyeddöntő | Negyeddöntő | Elődöntő | Elődöntő | Elődöntő | Döntő   | Döntő    |
| Versenyző     | Versenyszám | Idő      | Hely.    | Össz.    | Idő         | Hely.       | Össz.       | Idő      | Hely.    | Össz.    | Idő     | Helyezés |
| ------------- | ----------- | -------- | -------- | -------- | ----------- | ----------- | ----------- | -------- | -------- | -------- | ------- | -------- |
| Colin Thurton | 200 m       | 22,14    | 7.       | 43.      | kiesett     | kiesett     | kiesett     | kiesett  | kiesett  | kiesett  | kiesett | kiesett  |

| Versenyző    | Versenyszám | Selejtező | Selejtező | Döntő    | Döntő    |
| Versenyző    | Versenyszám | Eredmény  | Helyezés  | Eredmény | Helyezés |
| ------------ | ----------- | --------- | --------- | -------- | -------- |
| Owen Meighan | Távolugrás  | 606 cm    | 34.       | kiesett  | kiesett  |

## Kerékpározás

### Pálya-kerékpározás
Sprintverseny
| Versenyző          | Versenyszám  | 1. forduló                                      | 1. forduló | Vigaszág                     | Vigaszág | 2. forduló             | 2. forduló | Vigaszág               | Vigaszág | Nyolcaddöntő           | Nyolcaddöntő | Vigaszág selejtező     | Vigaszág selejtező | Vigaszág döntő       | Vigaszág döntő | Negyeddöntő          | Elődöntő             | Döntő                | Helyezés    |
| Versenyző          | Versenyszám  | Ellenfelek Győztes idő                          | Hely.      | Ellenfél Győztes idő         | Hely.    | Ellenfelek Győztes idő | Hely.      | Ellenfelek Győztes idő | Hely.    | Ellenfelek Győztes idő | Hely.        | Ellenfelek Győztes idő | Hely.              | Ellenfél Győztes idő | Hely.          | Ellenfél Győztes idő | Ellenfél Győztes idő | Ellenfél Győztes idő | Helyezés    |
| ------------------ | ------------ | ----------------------------------------------- | ---------- | ---------------------------- | -------- | ---------------------- | ---------- | ---------------------- | -------- | ---------------------- | ------------ | ---------------------- | ------------------ | -------------------- | -------------- | -------------------- | -------------------- | -------------------- | ----------- |
| Kenneth Sutherland | Férfi egyéni | Jackie Simes (USA) · Daniel Goens (BEL) · 11,23 | 3.         | John Nicholson (AUS) · 11,09 | 2.       | kiesett                | kiesett    | kiesett                | kiesett  | kiesett                | kiesett      | kiesett                | kiesett            | kiesett              | kiesett        | kiesett              | kiesett              | kiesett              | helyezetlen |

Üldözőversenyek
| Versenyző      | Versenyszám  | Selejtező | Selejtező  | Nyolcaddöntő | Nyolcaddöntő | Nyolcaddöntő | Elődöntő     | Elődöntő  | Elődöntő | Döntő        | Döntő     | Helyezés    |
| Versenyző      | Versenyszám  | Idő       | Hely.      | Ellenfél Idő | Saját idő    | Hely.        | Ellenfél Idő | Saját idő | Hely.    | Ellenfél Idő | Saját idő | Helyezés    |
| -------------- | ------------ | --------- | ---------- | ------------ | ------------ | ------------ | ------------ | --------- | -------- | ------------ | --------- | ----------- |
| Denfield McNab | Férfi egyéni | 6:12,96   | lekörözték | kiesett      | kiesett      | kiesett      | kiesett      | kiesett   | kiesett  | kiesett      | kiesett   | helyezetlen |

## Sportlövészet
Nyílt
| Versenyző       | Versenyszám       | Pont | Helyezés |
| --------------- | ----------------- | ---- | -------- |
| Edward Anderson | Sportpuska, fekvő | 562  | 86.      |
| Robert Hulse    | Sportpuska, fekvő | 584  | 63.      |

## Súlyemelés
| Versenyző     | Versenyszám | Nyomás   | Nyomás   | Szakítás | Szakítás | Lökés    | Lökés    | Összesen | Helyezés |
| Versenyző     | Versenyszám | Eredmény | Helyezés | Eredmény | Helyezés | Eredmény | Helyezés | Összesen | Helyezés |
| ------------- | ----------- | -------- | -------- | -------- | -------- | -------- | -------- | -------- | -------- |
| Mario Mendoza | 67,5 kg     | 82,5     | 20.      | 87,5     | 20.      | 110,0    | 19.      | 280,0    | 19.      |